# Синдром Пендреда
Синдро́м Пендре́да (болезнь Пендреда) — генетически обусловленное заболевание, характеризуется врождённой двусторонней нейросенсорной тугоухостью, сочетающуюся с вестибулярными расстройствами и зобом (увеличением щитовидной железы), в некоторых случаях сочетающимся с гипотиреозом (снижением функции щитовидной железы). Данный синдром является причиной 7,5% случаев врождённой глухоты.

## История
Данный симптомокомплекс назван в честь английского врача Vaughan Pendred (1869–1946), который описал его первым в 1896 году.

## Этиология

Синдром Пендреда наследуется по аутосомно-рецессивному типу.

Генетически обусловленное заболевание с аутосомно-рецессивным типом наследования. Ген, ответственный за развитие синдрома локализован на 7q31 хромосоме и экспрессируется, главным образом, в щитовидной железе, (идентифицирован в 1994 году). Указанный ген кодирует синтез белка пендрина, физиологическая функция которого заключается в транспорте хлора и йода через мембрану тироцитов (клеток, синтезирующих тиреоидные гормоны). Благодаря этому нарушаются процессы органификации йода (дефект тиреоидной пероксидазы) и синтеза тиреоидных гормонов, что ведёт к развитию зоба и гипотиреоза различной степени выраженности.

## Клиническая картина
Потеря слуха при синдроме Пендреда обычно развивается в течение первого года жизни, может быть поэтапной и провоцироваться незначительной травмой головы. Если глухота является врождённой, то овладение речью представляет серьёзную проблему (глухонемота). В некоторых случаях, развитие речи ухудшается после травмы головы, так как при синдроме Пендреда внутреннее ухо особенно уязвимо (вестибулярные расстройства, связанные с синдромом Пендреда) — головокружение может возникать даже при незначительных травмах головы. Зоб присутствует в 75% случаев. 

## Диагностика
Нарушение органификации йода подтверждается пробой с перхлоратом калия. В биохимическом анализе крови обнаруживается повышенный уровень общего трийодтиронина.

## Лечение
Специфического лечения синдрома Пендреда не существует. Развитие речи (языковая поддержка) и применение кохлеарных имплантатов может улучшить языковые навыки. При снижении уровня тиреоидных гормонов, может потребоваться назначение тироксина.

## Профилактика
Пациентам рекомендуется принимать меры предосторожности во избежание травм головы.